# 라라크섬
라라크섬(Larak Island)은 페르시아만 호르무즈 해협의 연안 섬 중 하나로 호르무즈섬, 케슘섬과 인접해 있는 이란의 영토이다. 1987년 이후로 석유 수출의 핵심 수출로의 역할을 해오고 있는 호르무즈 해협의 가장 좁은 39km의 거리 부분에 있는 섬으로 오만령인 쿼인섬 사이에 위치해 있다.

## 역사
16세기 포르투갈 점령기에, 포르투갈인들은 가까운 케슘섬과 호르무즈섬과 더불어 이곳에도 요새를 만들었다. 현재 이 섬에는 1987년 이후 이곳에 배치한 여러 기의 중국산 실크웜 HY-2 지대지 미사일 등을 포함한 이란 군 기지들이 들어서 있다.
1986년 6월, 부유 터미널이 라라크섬에 건설되었다. 1986년 11월과 12월, 이란-이라크 전쟁 중에는 이라크에 의해 폭격당하기도 했다. 오퍼레이션 프레잉 맨티스의 일환으로 이란의 프리깃함 사한드가 라라크섬 남서쪽 200m 지점에서 미 해군에 의해 침몰당하기도 했다. 1988년 5월 14일, 적재배수량 564,739 DWT의 초대형 라이베리아 유조선 시와이즈 자이언트(Seawise Giant)가 이란의 원유를 수송하는 도중에 라라크섬 해안에서 발사한 대함 미사일에 의해 침몰하기도 했다.

## 인구
라라크섬은 행정구역상 샤하브구의 하위 행정구역인 라라크군에 위치해 있다. 섬에는 두 곳의 주거지가 있는데, 라라크 샤흐리와 라라크 쿠히이다. 라라크 샤흐리에는 466명의 인구와 98 가구가 살고 있고, 2개의 마을 중 가장 큰 곳이다.

## 자연
라라크섬 주변의 바다는 페르시아만 환경에서 가장 다양한 산호초 지역 중 하나이다. 라라크섬 주변에서 37종의 경산호들이 확인되고 있다.